# 디아즈: 이 피를 지우지 말라
《디아즈: 이 피를 지우지 말라》는 2012년 공개된 영화이다.

## 출연

### 주연
- 클라우디오 산타마리아
- 제니퍼 울리히
- 엘리오 게르마노
- 모니카 바라듀너

### 조연
- 랄프 아모조
- 파브리지오 롱기온
- 레나토 스카르파
- 마탸 스브라지아
- 안토니오 게라르디
- 파올로 칼라브레시

## 기타
- 프로듀서: 도메니코 프로카치
- 섭외: 로라 무치노